# Saint Piran
Das Team Saint Piran war ein britisches Radsportteam mit Sitz in Truro (Cornwall).

## Geschichte
2016 wurde durch Richard Pascoe das Projekt Saint Piran gegründet. Namensgeber ist der Heilige Piran, Schutzpatron des Cornwall, der Heimatregion des Teams. Das Projekt verfolgt ein dreistufiges Konzept: An der Spitze des Projekts steht ein Elite-Radsportteam, das bis zur Tour de France geführt werden soll. Auf der zweiten Stufe stehen ein Performance- und ein Development-Team zur Förderung des Nachwuchses sowie seit 2021 ein Frauen-Team. Auf der untersten Stufe stehen Amateur- und Hobbyfahrer.
Das Projekt wird finanziert über Sponsoren, zur Verringerung der Abhängigkeit von diesen setzt das Team zusätzlich auf die Vermarktung einer eigenen Produktlinie im Lebensmittelbereich sowie auf Crowdfunding und Zuschüsse von öffentlicher Seite.
Das Elite-Team war von 2021 bis 2024 im Besitz einer Lizenz als UCI Continental Team. Insgesamt erzielte das Team in dieser Zeit acht Siege bei UCI-Rennen.
Im Oktober 2024 kam das Team in die Schlagzeilen, nachdem durch die UCI Ermittlungen wegen der Verwendung nicht zugelassener Rahmen eingeleitet wurden. Nach einem Streit mit dem Fahrradausrüster Lapierre hatte das Team keine Fahrräder, daraufhin wurden bei einem chinesischen Hersteller unlackierte Rahmen beschafft, die mit einem gefälschten UCI-Aufkleber versehen wurden. Nach dem Vorfall blieb das Team auf der Suche nach neuen Sponsoren erfolglos, so dass im November 2024 die Auflösung bekannt gegeben wurde.

## Erfolge pro Saison
| Rennserie                 | 2021 | 2022 | 2023 | 2024 |
| ------------------------- | ---- | ---- | ---- | ---- |
| UCI ProSeries             | -    | -    | -    | -    |
| UCI Continental Circuits  | 1    | 1    | 2    | 3    |
| nationale Meisterschaften | -    | -    | 1    | -    |

## Platzierungen der UCI-Weltrangliste
| World Ranking | World Ranking | World Ranking                | World Ranking |
| Jahr          | Teamwertung   | Einzelwertung                |               |
| ------------- | ------------- | ---------------------------- | ------------- |
| 2021          | 148.          | Tom Mazzone (987. )          |               |
| 2022          | 156.          | Alexandar Richardson (576. ) |               |
| 2023          | 81.           | Jack Rootkin-Gray (425. )    |               |
| 2024          | 92.           | Alexandre Mayer (183. )      |               |
|               |               |                              |               |
| Quelle: UCI   |               |                              |               |